# 徐堂
徐堂（?—?），江苏元和人，清朝政治人物。贡生出身。
乾隆27年（1762年），擔任清朝遵义府婺川縣知縣。后由馮兆林接任。